# Wolf Totem
Wolf Totem (ofwel The Last Wolf, Chinees: 狼图腾, Frans: Le Dernier Loup) is een Chinees-Franse film uit 2015 onder regie van Jean-Jacques Annaud, gebaseerd op het gelijknamig semiautobiografisch boek van Lü Jiamin, gepubliceerd onder het pseudoniem Jiang Rong.

## Verhaal
In 1969 wordt de Chinese student Chen Zhen vanuit Peking naar Binnen-Mongolië gestuurd om er les te geven aan de nomadenstammen. Hij ontdekt dat hij zelf veel kan leren over het harde leven in de oneindige wildernis. Het hoofd van de nomadenstam, Bilig brengt hem het belang bij van het respect voor mens, dier en natuur. Hij geraakt gefascineerd door de wolven die belangrijk zijn voor de nomaden. Hij vangt in het geheim een wolvenwelpje om zo hun manier van leven te ontdekken. Het natuurlijk evenwicht in de steppe geraakt verstoord wanneer ook de Han-Chinezen de steppe intrekken. Ze zien de wolven als hun vijanden en beslissen alle wolven in de regio uit te roeien.

## Rolverdeling
| Acteur           | Personage |
| ---------------- | --------- |
| Shaofeng Feng    | Chen Zhen |
| Shawn Dou        | Yang Ke   |
| Ankhnyam Ragchaa | Gasma     |
| Basen Zhabu      | Bilig     |